# Accordi di Algeri
Gli accordi di Algeri del 1975 (a volte definiti dichiarazioni di Algeri) furono un patto bilaterale raggiunto il 6 marzo 1975 tra Iran e Iraq circa la secolare questione del confine, individuato in tali Accordi nello Shaṭṭ al-ʿArab (conosciuto come Arvand Rud in Iran) o, per meglio dire, nel suo thalweg, ossia la linea di massimo impluvio della corrente del corso d'acqua.
Gli Accordi di Algeri servirono alla firma di altri accordi bilaterali, firmati il 13 giugno e 26 dicembre 1975, utili a cercare di raggiungere un atteggiamento univoco sulla questione del separatismo curdo, argomento cui era particolarmente sensibile l'Iraq che doveva da decenni fronteggiare il desiderio d'indipendenza (o, al minimo, di concreta autonomia) delle regioni curde irachene.
Meno di sei anni dopo la firma degli accordi tra lo scià Mohammed Reza Pahlavi e il presidente Saddam Hussein, l'Iraq attaccava l'Iran, penetrando nelle regioni iraniane finitime, avviando la guerra che si sviluppò in modo particolarmente cruento tra il 1980 e il 1988.